# سرو فوربز
سرو فوربز (نام علمی: Cupressus forbesii) نام یک گونه از سرده سرو است.